# Peru International 2007
Die Peru International 2007 im Badminton fanden vom 12. bis zum 15. April 2007 statt.

## Sieger und Platzierte
| Disziplin    | Gold                            | Silber                                    | Bronze                              |
| ------------ | ------------------------------- | ----------------------------------------- | ----------------------------------- |
| Herreneinzel | Nabil Lasmari                   | Sune Gavnholt                             | Carlos Longo                        |
| Herreneinzel | Nabil Lasmari                   | Sune Gavnholt                             | Roy Purnomo                         |
| Dameneinzel  | Claudia Rivero                  | Leydi Edith Mora                          | Lucía Tavera                        |
| Dameneinzel  | Claudia Rivero                  | Leydi Edith Mora                          | Caren Hückstädt                     |
| Herrendoppel | Mike Beres William Milroy       | José Luis González Alcantar Jesús Aguilar | Roy Purnomo Fendy Iwanto            |
| Herrendoppel | Mike Beres William Milroy       | José Luis González Alcantar Jesús Aguilar | Andrés Corpancho Javier Jimeno      |
| Damendoppel  | Cristina Aicardi Claudia Rivero | Valeria Rivero Jie Meng                   | Melinda Keszthelyi Jennifer Coleman |
| Damendoppel  | Cristina Aicardi Claudia Rivero | Valeria Rivero Jie Meng                   | Huwaina Razi Caren Hückstädt        |
| Mixed        | Mike Beres Valérie Loker        | Rodrigo Pacheco Claudia Rivero            | Javier Jimeno Valeria Rivero        |
| Mixed        | Mike Beres Valérie Loker        | Rodrigo Pacheco Claudia Rivero            | Osleni Guerrero Leydi Edith Mora    |